# Ruta de Rhode Island 99
La Ruta de Rhode Island 99, y abreviada R.I. 99 (en inglés: Rhode Island Route 99) es una carretera estatal estadounidense ubicada en el estado de Rhode Island. La carretera inicia en el Sur desde la  Ruta 146     en Lincoln hacia el Norte en la  Ruta 122     en Woonsocket. La carretera tiene una longitud de 4,7 km (2.9 mi).

## Mantenimiento
Al igual que las autopistas interestatales, y las rutas federales y el resto de carreteras estatales, la Ruta de Rhode Island 99 es administrada y mantenida por el Departamento de Transporte de Rhode Island por sus siglas en inglés RIDOT.

## Cruces
La Ruta de Rhode Island 99 es atravesada principalmente por la Sayles Hill Road (paso a desnivel) en Manville.
Lista de Salidas:
| Pueblo     | Milla                          | Destinos                                                                               | Notas                                                                                            |
| ---------- | ------------------------------ | -------------------------------------------------------------------------------------- | ------------------------------------------------------------------------------------------------ |
| Lincoln    | Ruta 99 empieza en la Ruta 146 | Ruta 99 empieza en la Ruta 146                                                         | Ruta 99 empieza en la Ruta 146                                                                   |
| Lincoln    | 0.0                            | Ruta 146 sur a I 295 – Lincoln, Warwick, Boston                                        | Salida Sur y entrada Norte                                                                       |
| Lincoln    | 1.1                            | A Ruta 126 Ruta 146 norte (vía Sayles Hill Road) – North Smithfield, Lincoln, Manville |                                                                                                  |
| Lincoln    | Cruce del río Blackstone       |                                                                                        |                                                                                                  |
| Cumberland |                                |                                                                                        |                                                                                                  |
| Woonsocket | 2.9                            | Ruta 122 – Woonsocket, Cumberland, Highland Industrial Park                            | Paso a desnivel; salida Norte y entrada Sur; la carretera continúa como Highland Corporate Drive |
| Woonsocket | Ruta 99 termina en la Ruta 122 |                                                                                        |                                                                                                  |